# Gelijkwaardige behandeling

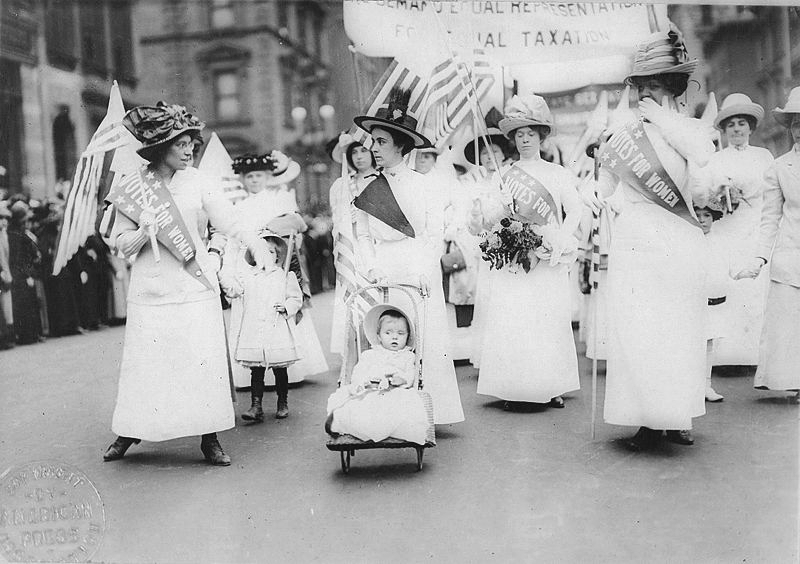
Suffragettes strijden voor gelijkwaardige behandeling

Gelijkwaardige behandeling of uitkomstengelijkheid is het bieden van dezelfde mogelijkheden aan alle mensen. Het kan daarmee staan tegenover kansengelijkheid. Zo mogen mensen in een rolstoel in bepaalde gebouwen gebruikmaken van een lift en andere mensen niet. Het gevolg is echter wel dat alle mensen de mogelijkheid geboden wordt om zich vrij door het gebouw te kunnen bewegen.
Aanverwante begrippen zijn gelijke rechten, positieve discriminatie en positieve actie.
Ongelijkwaardige behandeling is discriminatie.
Om de achterstand bij discriminatie op te heffen, wordt wel positieve discriminatie gehanteerd. Bij positieve discriminatie wordt degene die in de achterstandspositie zit bevoordeeld boven anderen. Dit is echter een gevoelige zaak, aangezien positieve discriminatie voor degene die niet wordt bevoordeeld negatief uitpakt. Positieve discriminatie wordt bijvoorbeeld toegepast bij sollicitaties. Daarbij geldt meestal dat bij gelijke geschiktheid de kandidaat uit de achterstandspositie wordt aangenomen.
Het jaar 2007 was het Europees Jaar van gelijke kansen voor iedereen.